# Stâlnișoara, Alba
Stâlnișoara este un sat în comuna Bucium din județul Alba, Transilvania, România.